# Ferdinand Dümmler
Georg Ferdinand Dümmler dit Ferdinand Dümmler (ou Duemmler), né à Halle le 10 février 1859 et mort à Bâle le 15 novembre 1896, est un philologue et archéologue prussien, fils de l'historien Ernst Dümmler (1830-1902).

## Biographie
Il étudie à l'université Martin-Luther de Halle-Wittemberg, à l'université de Strasbourg et enfin à l'université rhénane Frédéric-Guillaume de Bonn. À Strasbourg, il est l'élève de Adolf Michaelis (1835-1910) et à Bonn il a comme instructeurs Franz Bücheler (1837-1908), Hermann Usener (1834-1905) et Reinhard Kekulé von Stradonitz (1839-1911).
En 1882, il obtient son doctorat avec une thèse sur le philosophe Antisthène. Après l'obtention de ce diplôme, il entreprend des fouilles archéologiques à travers l'Italie, la Grèce, Chypre ou encore sur les îles de la mer Égée.
De 1887 à 1890, il est maitre de conférences à l'université de Giessen, puis professeur de philologie et d'archéologie à l'université de Bâle.
Il meurt de maladie à Bâle le 15 novembre 1896 à l'âge de 37 ans.

## Publications (sélection)
- (de) « Zu den historischen Arbeiten der ältesten Peripatetiker », dans Rheinisches Museum für Philologie, nouvelle série, vol. 42, 1887, p. 179-197 Aperçu en ligne.
- (de) « Über eine Classe griechischer Vasen mit schwarzen Figuren », dans Mitteilungen des Deutschen Archäologischen Instituts, Römische Abteilung, 1887, vol. 2, p. 171-192 Lire en ligne.
- (de) Akademika. Beiträge zur Litteraturgeschichte der sokratischen Schulen, Giessen, J. Ricker, 1889, XV-295 p.
- (de) Delphika : Untersuchungen zur griechischen Religionsgeschichte, Bâle, L. Reinhardt, 1894, 28 p.
- (de) Zur Composition des Platonischen Staates : mit einem Excurs uber die Entwicklung der Platonischen Psychologie, Bâle, L. Reinhardt, 1895, 34 p.
- (de) Kleine Schriften, Leipzig, S. Hirzel, 1901, 3 vol. : I/ Zur griechischen Philosophie, 374 p. ; II/ Philologische Beiträge ; III/ Archäologische Aufsätze, 374 p.